# Осмолиты
Осмолиты — низкомолекулярные органические вещества, растворимые во внутриклеточной среде и изменяющие свойства биологических жидкостей. Основная роль осмолитов заключается в защите живой клетки от различных стрессовых нагрузок, в обеспечении целостности клеток за счёт влияния на вязкость, точку плавления и ионную силу водных растворов. При набухании клетки из-за внешнего осмотического давления мембранные каналы открываются и обеспечивают выход осмолитов, которые выносят внутриклеточную воду из клетки и сохраняют нормальный клеточный объём. Осмолиты могут взаимодействовать с клеточными компонентами. Часто стресс под влиянием факторов окружающей среды угрожает стабильной конформации белков, поэтому осмолиты стабилизируют конформацию белков.
Природными осмолитами, действующими как осмопротекторы, являются триметиламин-N-оксид, диметилсульфониопропионат, саркозин, бетаины (в частности триметилглицин), глицерофосфоринхолин, инозитол, таурин, глицин и некоторые др.

## Категории осмолитов
Осмолиты можно разделить на следующие категории:
- Низкомолекулярные углеводы: сахара, такие как трегалоза, и полиолы, такие как глицерин, инозитол, сорбитол и их производные;
- Аминокислоты: глицин, пролин, таурин и др.;
- Метиламины: бетаин.

Почки являются наиболее ярким примером, демонстрирующим как осмолиты играют важную роль в организме человека. В почках (в особенности в мозговом веществе) осмолиты, такие как таурин, сорбитол, инозитол и глицин, обеспечивают защиту ткани от повреждающего действия повышенной концентрации мочевины и высоких перепадов в концентрации солей в среде.